# Подолинський Михайло Васильович
Миха́йло Васи́льович Подоли́нський (1844 – 1894) — український галицький громадський діяч, журналіст, літературний критик, перекладач і педагог.
Родом з Долинщини, син громадсько-політичного діяча Василя Подолинського. За студентських часів один із засновників і голова (1868–1869) товариства «Січ» у Відні. Згодом учителював у гімназіях у Львові та Бродах.
Автор шкільних підручників. Співробітник народовських часописів «Правда», «Діло», «Зоря». Перекладав з російської, французької та італійської мов. Автор статей на педагогічні, мовні літературні і мистецькі теми. Залишив по собі також подорожні записки.